# Schenkia spinolae
Schenkia spinolae là một loài tò vò trong họ Ichneumonidae.